# كيلي كين
كيلي كين (بالإنجليزية: Kelley Cain)‏ مواليد 16 مايو 1989 في ستون ماونتن، هي لاعبة كرة سلة أمريكية. بدأت مسيرتها الاحترافية في سنة 2012. تم اختيارها من قبل فريق نيويورك ليبرتي خلال الدرافت. تلعب في دوري الاتحاد الوطني لكرة السلة النسائية كلاعب وسط. لعبت مع نيويورك ليبرتي وكونيتيكت صن.

## روابط خارجية
- كيلي كين على موقع الاتحاد الدولي لكرة السلة (الإنجليزية)
- كيلي كين على موقع الاتحاد الوطني لكرة السلة النسائية (الإنجليزية)
- كيلي كين على موقع كرة السلة الأوروبية.كوم (الإنجليزية)
- كيلي كين على موقع كلية كرة السلة في سبورتس رفرنس.كوم (الإنجليزية)
- كيلي كين على موقع بروبوليرز (الإنجليزية)
- كيلي كين على موقع سبورتس رفرنس (الإنجليزية)